# Sara Olausson
Sara Olausson, född 1972, är svensk konstnär, serietecknare och författare.

## Biografi
Sara Olausson studerade vid Kungliga Konsthögskolan 2002-2007. Hon är systerdotter till Barbro Lindgren, och har gjort serieversion av några av hennes böcker. Hon var tidigit intresserad av att skriva, men släktskapet verkade lite hämmande, och hon närmade sig skrivandet genom serieformatet. När hon nattade sin dotter märkte hon att hon hade fallenhet för buktaleri, hon spelade in filmer och startade youtube-kanalen Magmunnen BK, och har visat filmerna vid konstutställningar.
Olausson var redaktör för serieantalogin Kvinnor ritar bara serier om mens 2014 Kartago Förlag. Boken inspirerades av Liv Strömquists sommarprat 2013, där hela programmet handlade om mens eftersom en man sagt just att "kvinnor bara ritar serier om mens" til henne på en fest. Liv Strömqvist kände inte alls igen sig, utan tyckte kvinnor borde tala mer, och skriva fler serier, om mens. I antalogin medverkar ett trettiotal kvinnliga serietecknare, och serierna handlar enbart om mens.
Olausson gav 2015 ut serieromanen Det kunde varit jag som skildrar hur Sara möter Felicia, en kvinna som tigger i Stockholm, och hur vänskap mellan dem uppstår, och är baserad på faktiska händelser. Sara Olausson höll också en presentation vid TEDx i Göteborg 2016 om berättelsen och tiggeri.
Hon har också gett ut bland annat Allt är farligt som är en samling av material som publicerats mellan 1997 och 2001 med lite nytt material, Hjälp! tillsammans med Nina Henningsson, samt serieversionen av Barbro Lindrens Loranga.
Hennes serier har visats bland annat på svenska ambassaden i Tokyo och Linköpings Konsthall.
Boken Jordgubbsbarnen, som hon både skirvit och tecknat, nominerades till 2019 års Augustpris, barn- ungdomslitteratur. Den handlar om en familj "i ett land nära oss" där föräldrarna åker till Sverige för att tigga. Till barnen säger de att de ska åka till Sverige och plocka jordgubbar, "stora som äpplen".